# Воскресенська сільська рада (Іванівський район)
Воскресе́нська сільська́ ра́да — адміністративно-територіальна одиниця та орган місцевого самоврядування в Іванівському районі Херсонської області. Адміністративний центр — село Воскресенка.

## Загальні відомості
- Територія ради: 65,304 км²
- Населення ради: 1 030 осіб (станом на 2001 рік)

## Населені пункти
Сільській раді були підпорядковані населені пункти:
- с. Воскресенка
- с. Михайлівка

## Склад ради
Рада складалася з 14 депутатів та голови.
- Голова ради: Нудьга Володимир Іванович
- Секретар ради: Якущенко Вікторія Семенівна

### Керівний склад попередніх скликань
| Прізвище, ім'я, по батькові | Основні відомості                                                                                   | Дата обрання | Дата звільнення |
| --------------------------- | --------------------------------------------------------------------------------------------------- | ------------ | --------------- |
| Нудьга Володимир Іванович   | Сільський голова, 1958 року народження, освіта середня загальна, член Соціалістичної партії України | 26.03.2006   | 31.10.2010      |
| Нудьга Володимир Іванович   | Сільський голова, 1958 року народження, освіта середня загальна, член Партії регіонів               | 31.10.2010   |                 |

Примітка: таблиця складена за даними сайту Верховної Ради України

### Депутати
За результатами місцевих виборів 2010 року депутатами ради стали:

#### За суб'єктами висування
| Суб'єкт висування           | Кількість обраних депутатів | %    |
| --------------------------- | --------------------------- | ---- |
| Партія регіонів             | 11                          | 68,8 |
| Комуністична партія України | 3                           | 18,8 |
| Самовисування               | 2                           | 12,5 |

#### За округами
| № округу                    | Прізвище, ім'я, по батькові     | Дата визнання обраним | Освіта           | Партійна приналежність                        | Відомості про обраного депутата                                       |
| --------------------------- | ------------------------------- | --------------------- | ---------------- | --------------------------------------------- | --------------------------------------------------------------------- |
| Комуністична партія України |                                 |                       |                  |                                               |                                                                       |
| 4                           | Булка Ніна Григорівна           | 01.11.2010            | вища             | позапартійна                                  | Воскресенська загальноосвітня школа, вчитель                          |
| 11                          | Зубаіров Ріфат Ільдарович       | 01.11.2010            | середня          | позапартійний                                 | тимчасово не працює                                                   |
| 12                          | Зіновкін Олександр Васильович   | 01.11.2010            | вища             | позапартійний                                 | Управління ГК МК, начальник відділу                                   |
| Партія регіонів             |                                 |                       |                  |                                               |                                                                       |
| 1                           | Шиян Валентина Олександрівна    | 01.11.2010            | незакінчена вища | член Партії регіонів                          | Воскресенська сільська рада, головний бухгалтер                       |
| 3                           | Єфременко Сергій Олексійович    | 01.11.2010            | середня          | позапартійний                                 | ТОВ «Універсал-Експо», механізатор                                    |
| 5                           | Капінос Людмила Петрівна        | 01.11.2010            | середня          | член Партії регіонів                          | Воскресенський сільський будинок культури, техпрацівник               |
| 6                           | Мельник Наталя Дмитрівна        | 01.11.2010            | середня          | член Партії регіонів                          | Воскресенський фельдшерсько-акушерський пункт, молодша медична сестра |
| 7                           | Федорук Марія Федорівна         | 01.11.2010            | середня          | член Партії регіонів                          | пенсіонер                                                             |
| 9                           | Єрмілов Сергій Іванович         | 01.11.2010            | вища             | член Партії регіонів                          | ТОВ «Універсал-Експо», електрик                                       |
| 10                          | Карпа Василь Васильович         | 01.11.2010            | середня          | позапартійний                                 | Іванівське міжрайонне управління водного господарства, оператор       |
| 13                          | Денисюк Пелагея Василівна       | 01.11.2010            | незакінчена вища | позапартійна                                  | пенсіонер                                                             |
| 14                          | Ємельянова Валентина Вікторівна | 01.11.2010            | вища             | член Партії регіонів                          | підприємець                                                           |
| 15                          | Якущенко Вікторія Семенівна     | 01.11.2010            | незакінчена вища | член Партії регіонів                          | Воскресенська сільська рада, спеціаліст                               |
| 16                          | Єрмілов Ян Іванович             | 01.11.2010            | середня          | член Партії регіонів                          | Воскресенське сільське комунальне підприємство, тракторист            |
| Самовисування               |                                 |                       |                  |                                               |                                                                       |
| 2                           | Савчук Раїса Миколаївна         | 01.11.2010            | вища             | член Всеукраїнського об'єднання «Батьківщина» | Воскресенська сільська рада, секретар                                 |
| 8                           | Наджафова Галина Миколаївна     | 01.11.2010            | незакінчена вища | позапартійна                                  | тимчасово не працює                                                   |

## Населення
Згідно з переписом УРСР 1989 року чисельність наявного населення сільської ради становила 1054 особи, з яких 489 чоловіків та 565 жінок.
За переписом населення України 2001 року в селі мешкали 993 особи.

### Мова
Розподіл населення за рідною мовою за даними перепису 2001 року:
| Мова       | Відсоток |
| ---------- | -------- |
| українська | 93,11 %  |
| російська  | 3,69 %   |
| молдовська | 2,52 %   |
| білоруська | 0,10 %   |
| інші       | 0,58 %   |